# Gaspar Neumannus
Gaspar Neumannus fue un teólogo de Alemania nacido en Breslavia en 14 de septiembre de 1648 y muerto en 27 de enero de 1715.
Gaspar Neumannus olim a concionibus & sacris Christiani Ducis Saxoniae, mox in urbe patria, San Elizabethae pastor, confitori & ecclesiarum scholarumque Evangelicarum, ut vocant, Inspector, nec Theologiae professor & regiae Berolinensis scientiarum Academiae Socius ( cita de la obra Museum Mazzuchellianum, Venetiis: A. Zatta, 1763: autor: Pier Antonio, conde Gaetani).

## Biografía
Gaspar fue sucesivamente capellán del duque de Gotha, diácono de Santa magdalena, cura de Santa Isabel, catedrático de teología y de hebreo e inspector de las iglesias y de las escuelas.
Gaspar acompañó como capellán al duque de Gotha a Suiza, Francia e Italia, y en 1697 dio teología en diversos Gymnasios y en 1706 fue miembro de la Academia de Ciencias de Berlín.
Entre sus escritos, dio a la imprenta una de las primeras investigaciones de la lengua hebráica, y también publicó una gran parte de sus sermones y oraciones fúnebres, y una veintena de cánticos.

## Obras
- Genesis linguae sanctae Veteris Testamenti, Nuremberg, 1696, en 4º.
- Exodus linguae sanctae Veteris testamenti tentaus in lexico etymologico hebraeo-biblico, Nurembreg, 1697.
- Riga dissetationum physico-sacrarum, 1709 en 4º.
- Clavis domus Heber,..., Breslau, 1713, 3 vols.
- De saentia litterarum hieroglyphicarum
- Trutina religionum, Leipzig, 1716, en 8º.
- Otras